# Aartsbisdom Salerno-Campagna-Acerno
Het aartsbisdom Salerno-Campagna-Acerno (Latijn: Archidioecesis Salernitana-Campaniensis-Acernensis; Italiaans: Arcidiocesi di Salerno-Campagna-Acerno) is een in Italië gelegen rooms-katholiek aartsbisdom met zetel in de stad Salerno. De aartsbisschop van Salerno-Campagna-Acerno is metropoliet van de kerkprovincie Salerno-Campagna-Acerno, waartoe ook de volgende suffragane bisdommen behoren:
- Aartsbisdom Amalfi-Cava de’ Tirreni
- Bisdom Nocera Inferiore-Sarno
- Bisdom Teggiano-Policastro
- Bisdom Vallo della Lucania
- Territoriale abdij Cava de' Tirreni

## Geschiedenis
Het bisdom Salerno werd opgericht in de 6e eeuw. In 983 werd het tot aartsbisdom verheven. Op 20 juli 1098 verleende paus Urbanus II met de pauselijke bul Singulare semper de aartsbisschop van Salerno de titel Primaat van het Koninkrijk Napels.
Het bisdom Acerno werd op 27 juni 1818 door paus Pius VII met de apostolische constitutie De utiliori aan het aartsbisdom Salerno toegevoegd. Op 30 september 1986 werd door de Congregatie voor de Bisschoppen met het decreet Instantibus votis het bisdom Campagna toegevoegd.

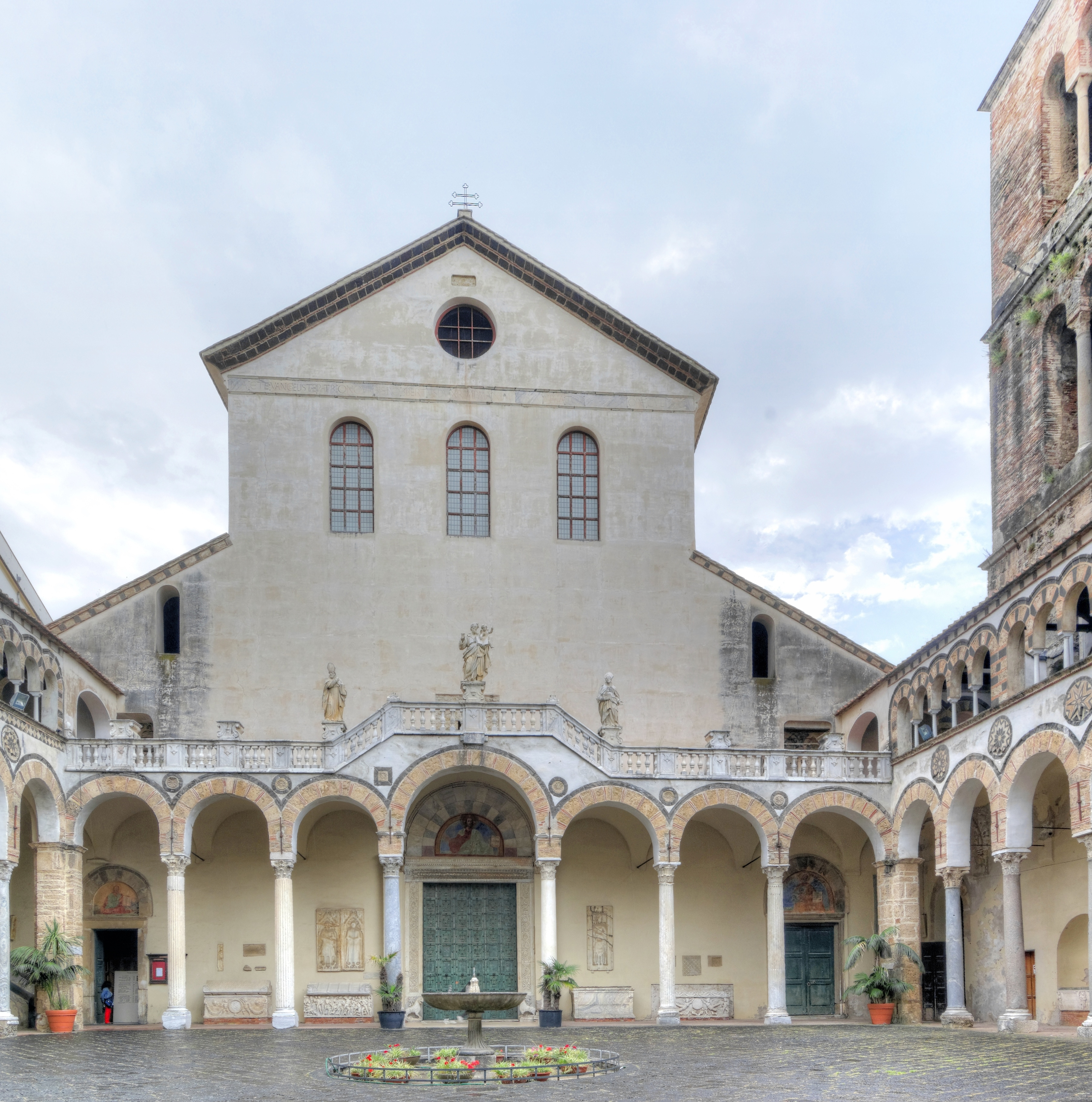
Kathedraal van Salerno
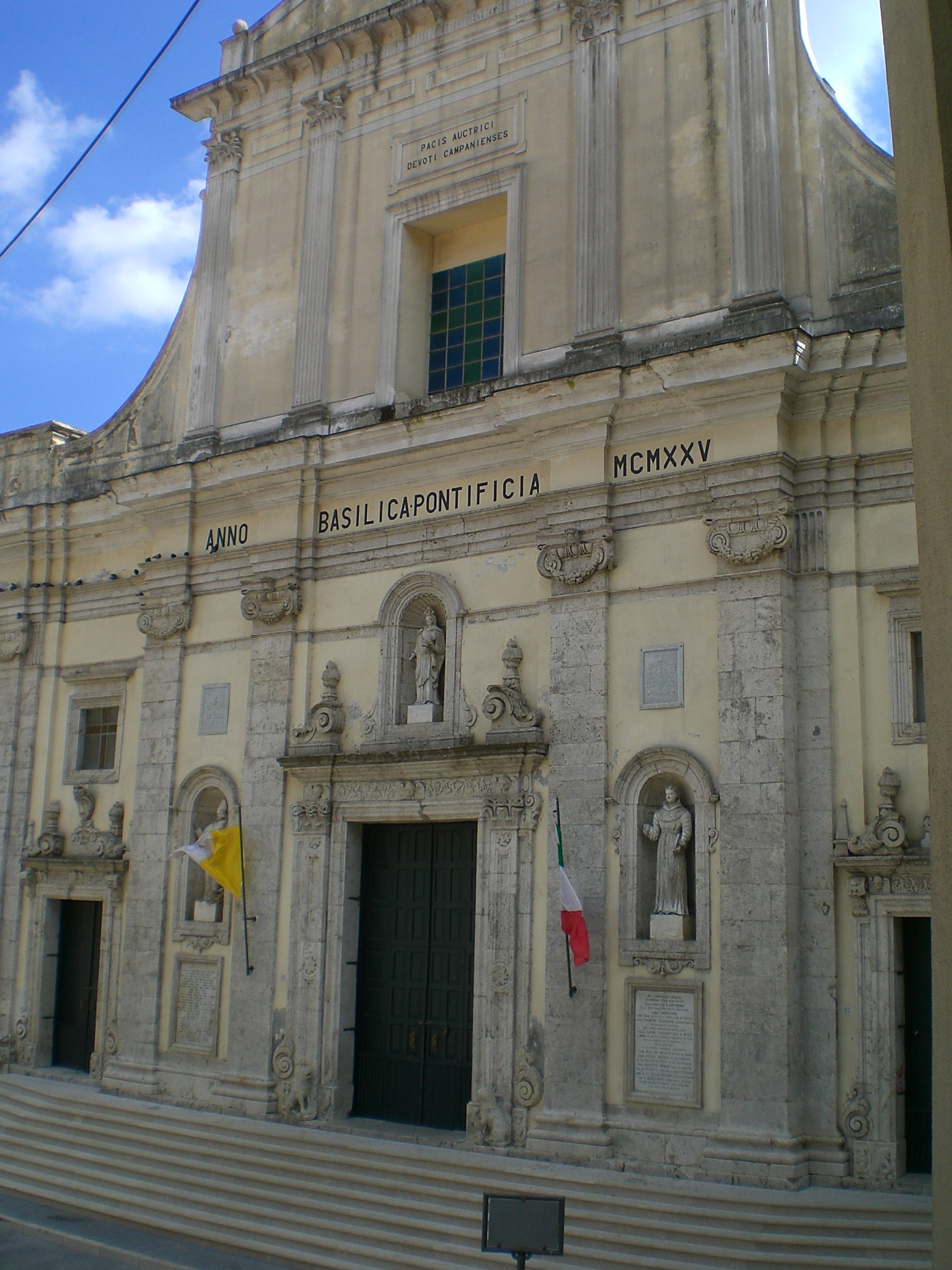
Cokathedraal van Campagna
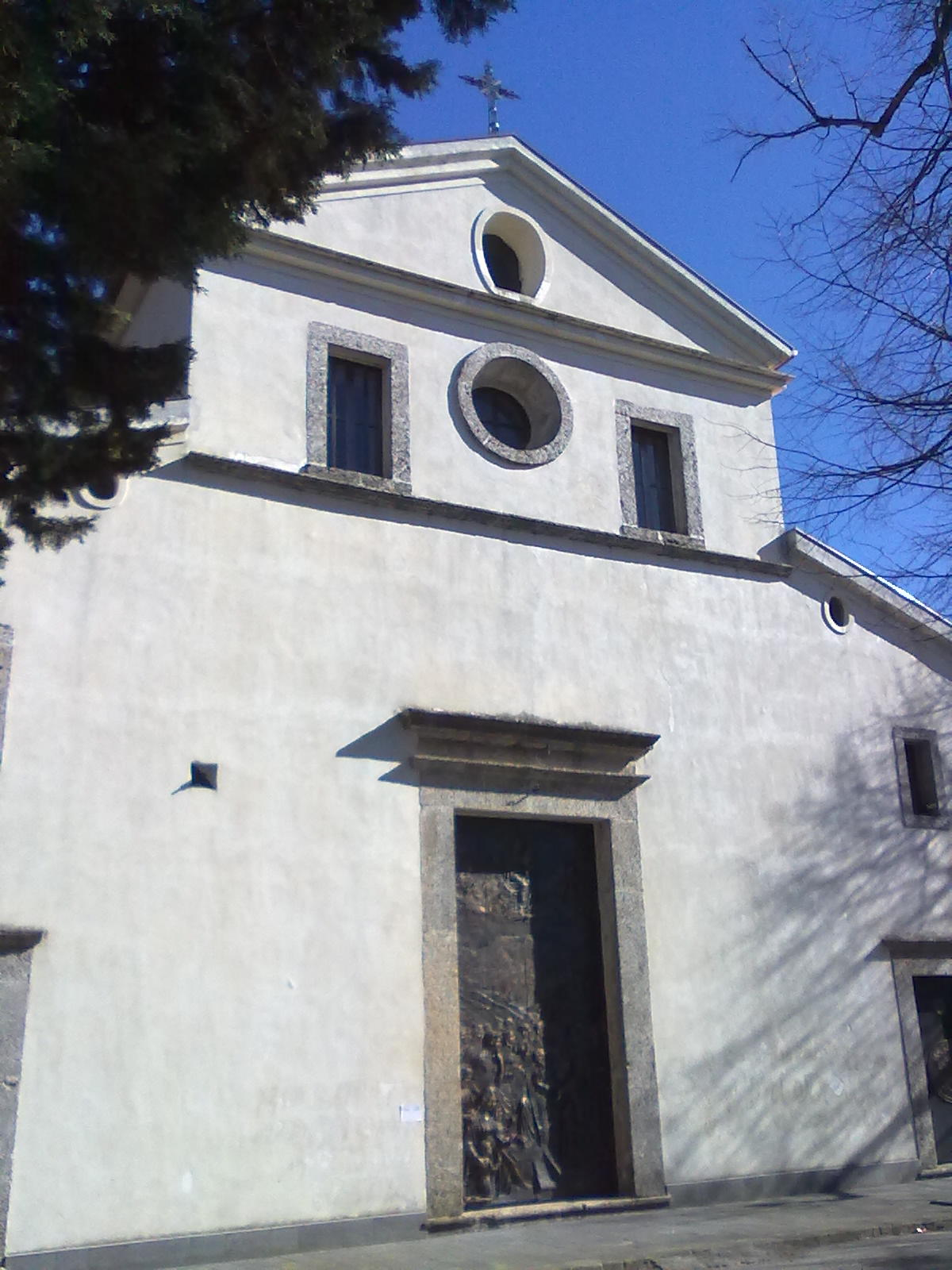
Cokathedraal van Acerno